# 岡部うた子
岡部 うた子（おかべ うたこ、1940年 - ）は、日本の翻訳家。

## 来歴
山梨県都留市生まれ。駒澤大学文学部英文科卒業。神奈川県横浜市の高校教諭となる。主に児童書の翻訳を手掛けた。

## 主な翻訳書
- 『ビーバーが森にやってきた 』（ソーントン・W・バージェス作、武部本一郎絵、金の星社） 1969[2]
- 『やまあらしプリックリーのひみつ 』（ソーントン・ワルドー・バージェス作、美乃育絵、金の星社） 1972
- 『あめがふるときちょうちょうはどこへ』（E・メイ・ゲアリック作、レナード・ワイスガード絵、金の星社） 1974
- 『リーラちゃんとすいか 』（マリリン・ハーシュ作・絵、マヤ・ナラヤン作、ほるぷ出版） 1976[3]